# Adeline Baud-Mugnier
Adeline Baud-Mugnier, född 28 september 1992, är en fransk alpin skidåkare som ingick i det franska lag som vann guld i lagtävlingen vid världsmästerskapen i alpin skidsport 2017.
Baud-Mugnier deltog vid olympiska vinterspelen 2014 där hennes bästa placering blev en 22:a plats i storslalom.